# Bohemund III av Antiokia
Bohemund III av Antiokia, död 1201, var en furste av Antiokia, son till Raimund av Poitou och Constantia av Antiokia.
Han blev vid sin styvfar Reynald av Châtillons tillfångatagande 1161 furste av Antiokia. Han var 1164 en kort tid riksföreståndare i kungariket Jerusalem men spelade annars ingen framträdande roll. Efter sin död efterträddes han av sonen Bohemund IV av Antiokia.